# Martha Rasmussen
Martha Rasmussen (* 10. Juli 2002) ist eine dänische Leichtathletin, die sich auf den 400-Meter-Hürdenlauf spezialisiert hat.

## Sportliche Laufbahn
Erste internationale Erfahrungen sammelte Martha Rasmussen beim Europäischen Olympischen Jugendfestival (EYOF) 2019 in Baku, bei dem sie in 63,62 s den achten Platz über 400 m Hürden belegte. 2021 gewann sie bei den U20-Europameisterschaften in Tallinn in 58,30 s die Bronzemedaille und wurde anschließend bei den U20-Weltmeisterschaften in Nairobi in der ersten Runde disqualifiziert. 2023 wurde sie bei der 2. Liga der Team-Europameisterschaft im Rahmen der Europaspiele in Chorzów in 58,17 s Fünfte und anschließend kam sie bei den U23-Europameisterschaften in Espoo mit 59,12 s nicht über den Vorlauf hinaus. Daraufhin schied sie bei den World University Games in Chengdu mit 59,08 s im Halbfinale aus.
In den Jahren 2018 und 2020 sowie 2021 und 2023 wurde Rasmussen dänische Meisterin im 400-Meter-Hürdenlauf sowie 2019 und 2020 Hallenmeisterin in der 4-mal-200-Meter-Staffel.

## Persönliche Bestleistungen
- 400 Meter: 54,72 s, 3. Juli 2021 in Mannheim
- 400 m Hürden: 57,71 s, 8. Juni 2023 in Budapest